# جيوفاني فابر
جيوفاني فابر (بالألمانية: Johannes Faber)‏ (1574–1629) عالم نبات ألماني وجامع للأعمال الفنية، أصله من بامبرغ في بافاريا، ثم انتقل إلى الإقامة في روما منذ سنة 1598 م. كان فابر مشرفًا على حديقة الفاتيكان البابوية، وعضوًا وسكرتيرًا لأكاديمية لينسيا العلمية. كما عمل كسفير لماكسيميليان الأول ناخب بافاريا لدى البابوية في روما. وكان أيضًا صديقًا لغاليليو غاليلي زميله في أكاديمية لينسيا العلمية، والرسامين الألمانيين المقيمين في روما يوهان روتنهامر وآدم إيلشمير. وقد عُرف باختراعه لاسم «المجهر».

## سيرته
ولد جيوفاني فابر لأبوين بروتستانيين في بامبرغ سنة 1574 م. وعندما أتم عامه الأول كان قد أصبح يتيمًا بسبب الطاعون. تربى فابر وتعلّم الكاثوليكية على يد قريبه فيليب شميدت. درس فابر الطب في جامعة فورتسبورغ، وتخرّج سنة 1597 م. ومن أجل التعمق في دراسته، انتقل إلى روما في السنة التالية حيث عمل كطبيب في مستشفى الروح المقدسة في ساسيا. زادت خبراته العملية في التشريح من خلال ملاحظاته المباشرة على جسم الإنسان. ثم نقل اهتمامه إلى دراسة تشريح الحيوانات. وفي سنة 1600 م، اختير أستاذًا لعلم النبات والتشريح. وفي السنة نفسها، أصبح مديرًا للحديقة النباتية البابوية، فأصبح دائم التردد بانتظام على البلاط البابوي. زاد اهتمام فابر بالأعمال الفنية، وأصبح من المتعطشين لجمعها. وفي سنة 1611 م، أدى اهتمام فابر بالطبيعة إلى اختياره لعضوية أكاديمية ليسينيا.

## تسميته للمجهر
اشتهر فابر بتسميته للمجهر. ففي سنة 1609 م، صنع غاليليو غاليلي زميله في الأكاديمية مجهرًا مركّبًا من عدسات محدبة ومقعرة سمّاه «العين الصغيرة». وفي سنة 1624 م، قدم غاليليو جهازه إلى الأمير فيدريكو سيسي مؤسس الأكاديمية. وبعد سنة، صاغ فابر لفظ «microscope» التي تعني المجهر من الأصل اليوناني «micron» التي تعني صغير، و«skopein» التي تعني للنظر في. أصبحت تلك الكلمة تقابل كلمة مقراب، التي صاغها أيضًا زملاء له في الأكاديمية.